# 游靜
游靜，香港作家、独立电影製作人、多媒體裝置藝術家，曾到纽约和伦敦留學。

## 作品

### 影视作品
《好郁》在2002年菲盖拉·达·福斯国际电影节上获得了影评人大奖。
2010年，紀錄片《壞孩子》上畫。當中，游靜走訪日本、香港、澳門三地的青少年感化院，與少年犯傾談後讓他們拍攝自己，以異於傳統的手法探討「甚麼是壞」的命題。